# Армянский национальный район (Краснодарский край)
Армянский национальный район — национальный район в составе Краснодарского (в 1925—1934 — Северо-Кавказского, в 1934—1937 Азово-Черноморского) края, существовавший в 1925—1953 годах.
Район был образован 10 марта 1925 года (Постановление ВЦИК от 12 апреля 1926 года) на территории, населённой преимущественно армянами. Центром района было назначено село Елисаветпольское. Входил в Майкопский округ. После ликвидации окружного деления в 1930 году район перешёл в прямое подчинение краевым властям.
В конце 1930-х годов термин «национальный район» перестаёт употребляться и район называется просто Армянским.
С 1943 по 1946 год центром района было село Черниговское.
22 сентября 1953 года район был упразднён, а его территория разделена между соседними районами.